# James Harden
James Edward Harden Jr. (Los Angeles, 26 de agosto de 1989) é um basquetebolista norte-americano que atua como armador ou ala-armador. Atualmente defende o Los Angeles Clippers na NBA.
Ele jogou basquete universitário na Universidade do Estado do Arizona, onde foi nomeado para a Primeira-Equipe All-American e recebeu o prêmio de Jogador do Ano da Pac-10 em 2009. Em seguida foi selecionado pelo Oklahoma City Thunder como a terceira escolha geral do Draft da NBA de 2009. Pelo OKC, recebeu o prêmio de Sexto Homem do Ano na temporada 2011–12, mesmo ano em que foi vice-campeão da liga.
Harden foi negociado com o Houston Rockets na temporada 2012–13, onde tornou-se um dos maiores cestinhas da NBA e ganhou reconhecimento como o melhor ala-armador da liga. Ele participou nove vezes do All-Star Game da NBA e esteve presente seis vezes no All-NBA Team — uma vez na terceira equipe (2013) e seis vezes na primeira equipe (2014, 2015, 2017–2020). Harden venceu o prêmio de MVPs da NBA na temporada 2017–18.
O jogador foi membro da Seleção dos Estados Unidos que ganhou as medalhas de ouro nos Jogos Olímpicos de 2012 e no Campeonato Mundial de 2014. No ano de 2021, foi homenageado como um dos 75 maiores jogadores da história da NBA.

## Carreira no ensino médio
James Harden estudou no Artesia High School em Lakewood, Califórnia. Em seu segundo ano, teve média de 13,2 pontos e o Artesia teve um recorde de 28–5. Ele melhorou suas estatísticas na temporada seguinte com médias de 18,8 pontos, 7,7 rebotes e 3,5 assistências e liderou o time ao título do estado da Califórnia e a um recorde de 33–1. A equipe repetiu o feito e foi campeã do estado novamente no último ano de Harden. Ele teve estatísticas semelhantes as da temporada anterior com médias de 18,8 pontos, 7,9 rebotes e 3,9 assistências. Ele foi nomeado um McDonald's All-American e esteve na Segunda-Equipe do Parade All-American.
Também ajudou sua equipe da UAA (União Atlética Amadora), Pump-N-Run Elite, no campeonato Super 64 Adidas em Las Vegas em 2006. Harden marcou 34 pontos na vitória sobre DC Assault, uma equipe em que jogavam Michael Beasley e Nolan Smith. No jogo contra o Houston Hoops, realizado no mesmo dia, Harden marcou 33 pontos. Na final, o Pump-N-Run Elite bateu o Southern California All-Stars de Kevin Love.

## Carreira universitária

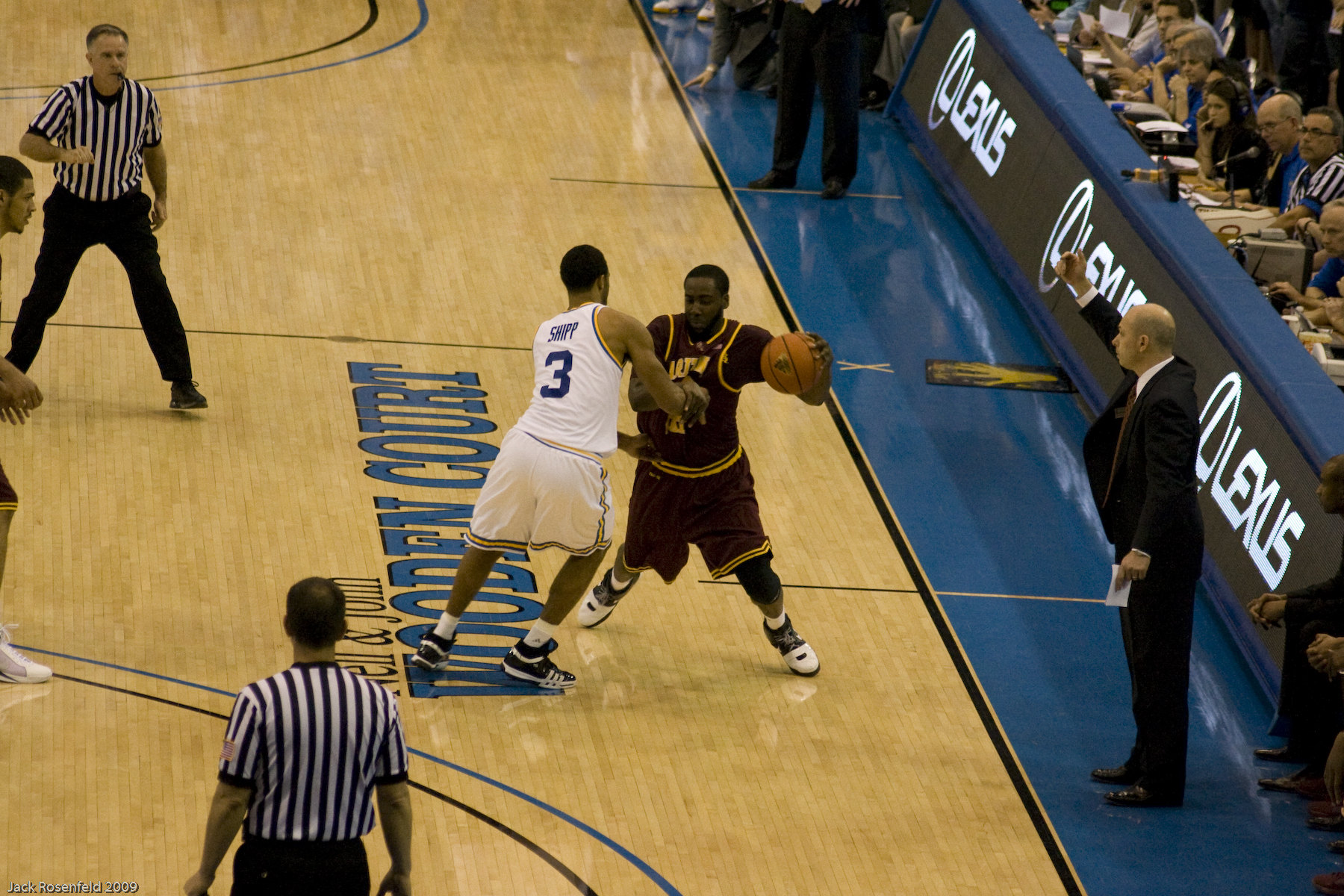
Harden sendo marcado por Josh Shipp em um jogo pelo Arizona State

Durante a primeira temporada de Harden, ele teve médias de 17,8 pontos, 5,3 rebotes e 3,2 assistências e a Universidade do Estado do Arizona obteve um recorde de 21–13, terminando empatado em quinto lugar na conferência. Eles foram deixados de fora do Torneio da NCAA de 2008, mas foram selecionados para o NIT e derrotaram o Alabama State e o Southern Illinois, antes serem eliminados pelo Florida Gators.
Após a temporada, Harden foi nomeado para a Primeira-Equipe da Pac-10 e para a Equipe de Calouros da conferência. Ele também foi eleito para a Primeira-Equipe do distrito pela ANTB (Associação Nacional de Técnicos de Basquete) e pela AEBEU (Associação de Escritores de Basquete dos Estados Unidos).
Em seu segundo ano, Harden terminou a temporada com médias de 20,1 pontos, 5,6 rebotes e 4,2 assistências. Ele foi nomeado para a Equipe do Torneio da Pac 10 após a derrota de Arizona State para USC no Staples Center. Após a temporada, ele foi nomeado o Jogador do Ano da Pac-10 e esteve presente na Primeira-Equipe All-American. Após a conclusão da temporada (uma derrota na segunda rodada do Torneio da NCAA para Syracuse), Harden declarou elegibilidade para o Draft da NBA de 2009 e contratou Rob Pelinka como seu agente.

## Carreira profissional

### Oklahoma City Thunder

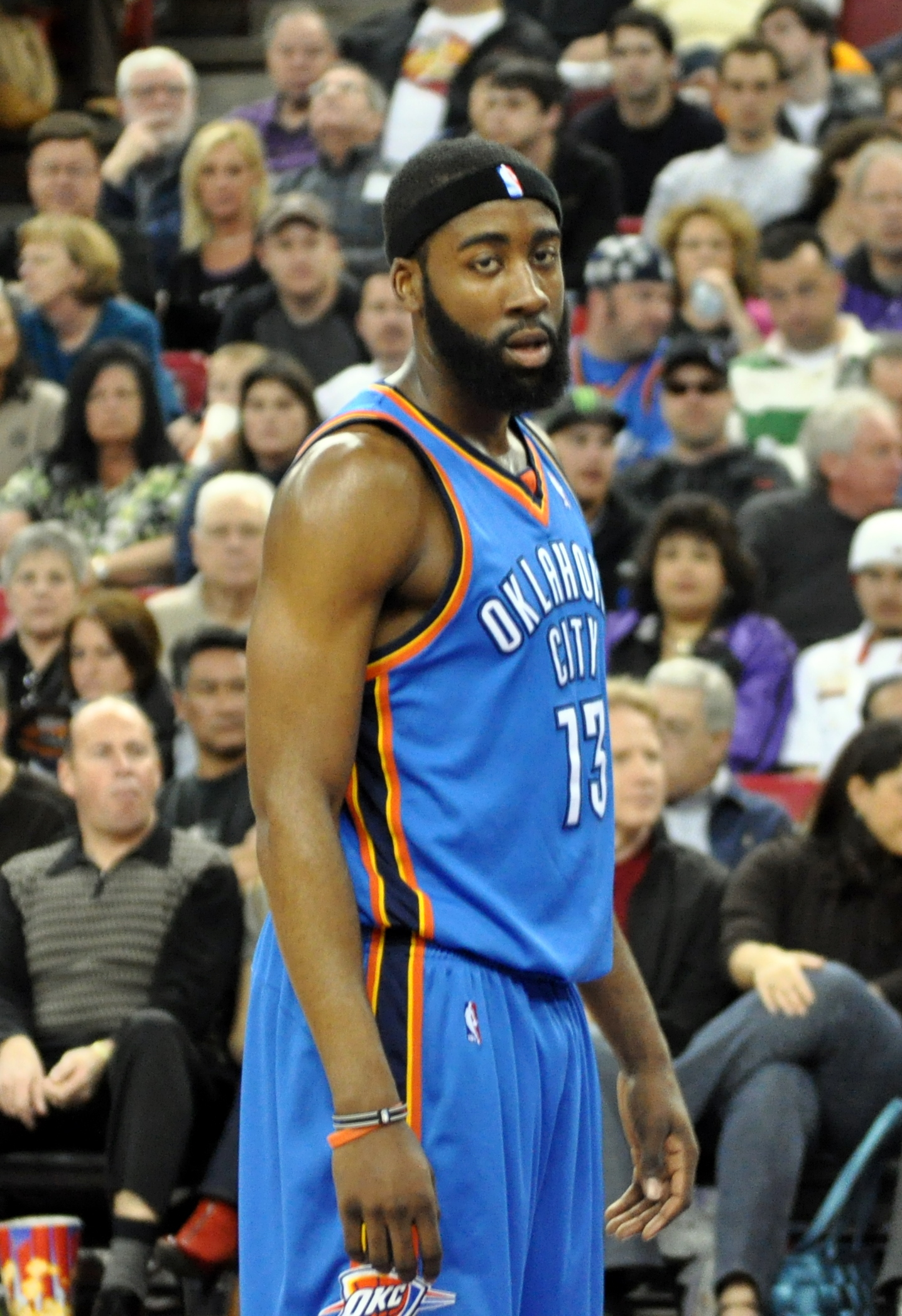
Harden no Thunder em 2010

Harden foi selecionado na primeira rodada do Draft da NBA de 2009 pelo Oklahoma City Thunder como a terceira escolha geral. Isso fez dele o primeiro jogador a ser draftado pela franquia após a mudança de nome e de cidade, pois no último draft ainda eram conhecidos como Seattle SuperSonics.
Em sua primeira temporada na NBA, Harden teve média de 9,9 pontos em 22,9 minutos. Ele foi nomeado para a Segunda-Equipe do All-Rookie Team. Em sua segunda temporada, após rejeitar uma oferta para jogar como titular, Harden jogou em todos os 82 jogos da temporada regular e teve média de 12,2 pontos. Nos playoffs, ele teve média de 13 pontos com um aproveitamento de mais de 47% dos arremessos de quadra.
Em 18 de abril de 2012, Harden marcou 40 pontos em uma vitória por 109–97 sobre o Phoenix Suns. Quatro dias depois, contra o Los Angeles Lakers, ele sofreu uma concussão depois de sofrer uma cotovelada de Metta World Peace. World Peace foi expulso, e mais tarde suspenso por sete jogos. Harden retornou para o primeiro jogo dos playoffs contra o Dallas Mavericks.
Harden terminou a temporada de 2011–12 com média de 16,8 pontos, a melhor média entre todos os reservas da NBA. Ele foi nomeado o Sexto Homem do Ano, transformando-se no segundo jogador mais novo a ganhar o prêmio. Harden ajudou o Thunder a chegar às finais da NBA de 2012, em que perderam para o Miami Heat.
Durante o período de agente livre, o Oklahoma City tentou assinar com Harden uma extensão de contrato. Harden alegou mais tarde que lhe foi dado pouco tempo para considerar a oferta.

### Houston Rockets

#### 2012–13

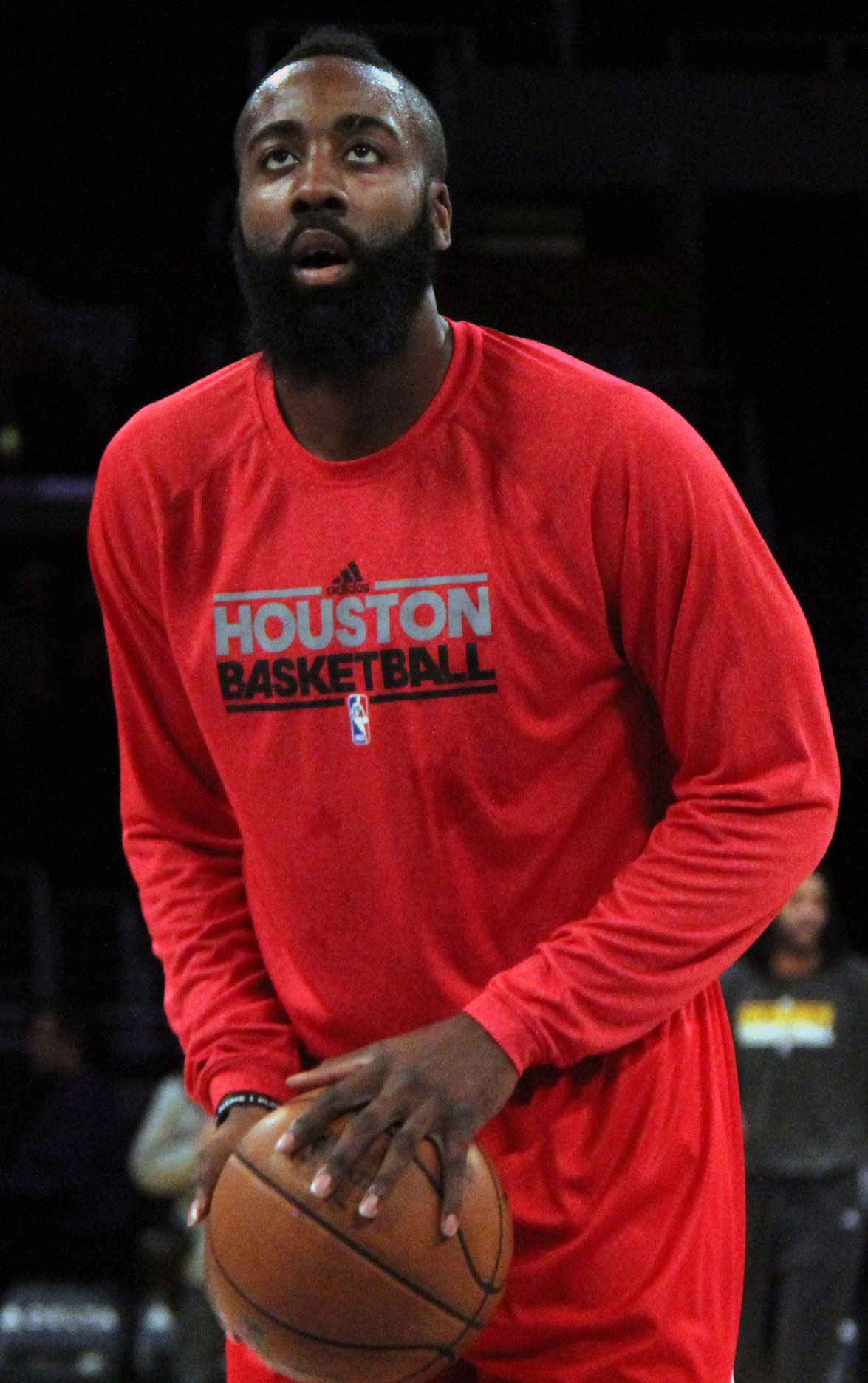
Harden com os Rockets em 2012

Depois de não conseguir chegar a um acordo sobre uma extensão do contrato com o Thunder, Harden foi negociado com o Houston Rockets em 27 de outubro de 2012, junto com Daequan Cook, Cole Aldrich e Lazar Hayward, em troca de Kevin Martin, Jeremy Lamb, duas escolhas de primeira rodada (Steven Adams em 2013 e Mitch McGary em 2014) e uma escolha de segunda rodada (Álex Abrines em 2013). O gerente geral dos Rockets, Daryl Morey, chamou Harden de "jogador fundamental" e esperava que ele fosse o jogador de destaque de Houston.
Em 31 de outubro de 2012, Harden assinou uma extensão de contrato com os Rockets por cinco anos no valor de $ 80 milhões. Naquele mesmo dia, ele se tornou o primeiro jogador da NBA a marcar 37 ou mais pontos enquanto registrava um total de assistências de dois dígitos em sua estreia na equipe, registrando 37 pontos, 12 assistências, seis rebotes, quatro roubos de bola e um bloqueio em uma vitória por 105-96 sobre o Detroit Pistons. Ele se tornou apenas o quarto jogador da NBA nos últimos 25 anos a ter essas estatísticas em um único jogo e igualou o terceiro maior total de pontos de qualquer jogador da NBA em sua estreia na equipe. Dois dias depois, ele marcou 45 pontos contra o Atlanta Hawks. Seu total de 82 pontos foi a maior marca de um jogador em seus dois primeiros jogos com um time na história da NBA, superando a marca anterior de Wilt Chamberlain que marcou 79 pontos em seus dois primeiros jogos no Philadelphia Warriors em 1959.
Ele registrou o primeiro triplo-duplo de sua carreira em 2 de fevereiro de 2013 contra o Charlotte Bobcats, registrando 21 pontos, 11 rebotes e 11 assistências. Harden foi nomeado como reserva do All-Star Game da NBA de 2013, marcando sua primeira seleção para o All-Star Game. Ele registrou 15 pontos, seis rebotes e três assistências em uma vitória por 143–138 do Oeste sobre o Leste. Em 20 de fevereiro de 2013, Harden marcou 46 pontos, o recorde de sua carreira, em uma vitória de 122–119 sobre seu ex-time, o Oklahoma City Thunder.

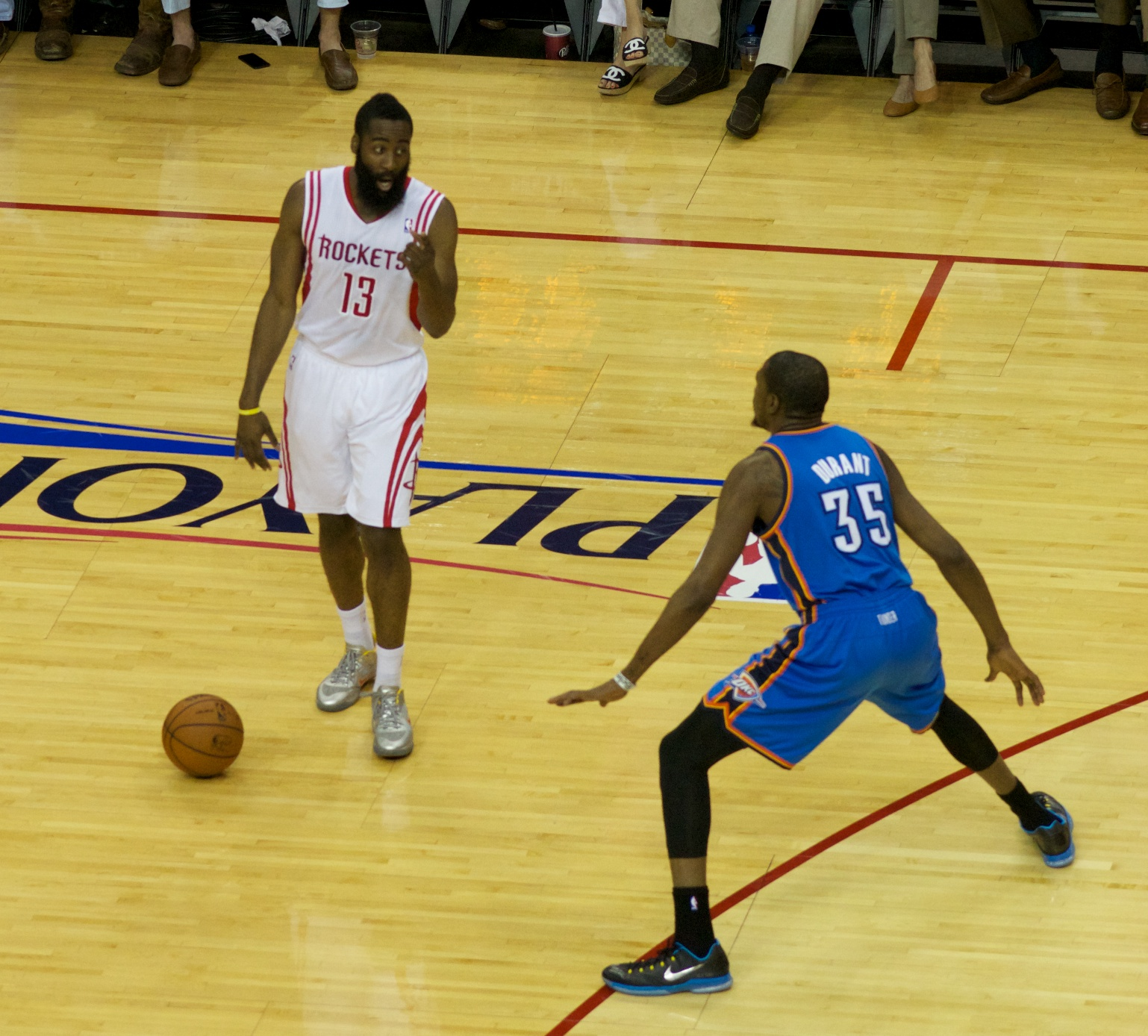
Harden (à esquerda) e Kevin Durant durante os playoffs da NBA de 2013

Harden teve uma das melhores temporadas estatísticas da história de Houston. Ele teve médias de 25,9 pontos (quinto melhor na NBA), 4,9 rebotes e 5,8 assistências em 78 jogos, tornando-se apenas o quinto jogador na história da equipe a chegar a 2.000 pontos em uma temporada (2.023 pontos). Ele ultrapassou o recorde da equipe de Moses Malone de mais lances livres feitos em uma temporada, juntando-se a Malone como os únicos dois jogadores dos Rockets a alcançar 600 lances livres feitos em uma única temporada. Harden juntou-se a Gilbert Arenas (2005–06 e 2006–07), Kobe Bryant (2005–06 e 2007–08) e Jerry Stackhouse (2000–01) como os únicos quatro jogadores na história da NBA a registrar pelo menos 600 lances livres realizados e acertar 150 ou mais cestas de três em uma temporada. Harden juntou-se a Tracy McGrady (quatro vezes em 2004–05) e Hakeem Olajuwon (três vezes em 1992–93) como os únicos jogadores dos Rockets a conquistar o prêmio de Jogador da Semana por três ou mais vezes em uma temporada. Ele foi nomeado para a Terceira-Equipe da NBA, marcando sua primeira seleção para as equipes All-NBA de carreira, enquanto se tornava apenas o sétimo jogador na história dos Rockets a ganhar o reconhecimento All-NBA.

#### 2013–14
Harden foi escolhido pelos treinadores como reserva do All-Star Game da NBA de 2014, que marcou sua segunda seleção All-Star consecutiva. Mais tarde, foi nomeado como titular substituto. Ele registrou oito pontos, cinco assistências, um rebote e um roubo de bola em 23 minutos. 
O jogador foi duas vezes nomeado Jogador da Semana da Conferência Oeste durante a temporada, ambas em semanas consecutivas (24 de fevereiro a 2 de março; 3 a 9 de março). Ele se tornou o primeiro jogador dos Rockets a receber o título de Jogador da Semana em semanas consecutivas na mesma temporada.
Em 5 de fevereiro de 2014, contra o Phoenix Suns, Harden atuou em sua 120ª partida com o Houston, marcando 23 pontos e se tornando apenas o terceiro jogador a marcar pelo menos 3 mil pontos em seus primeiros 120 jogos com os Rockets, juntando-se a Elvin Hayes (3.320) e Tracy McGrady (3.056). Já no dia 25 de fevereiro, ele marcou 43 pontos, o recorde da temporada, na vitória por 129 a 103 sobre o Sacramento Kings.
No final da temporada, ele foi selecionado para a Primeira Equipe da NBA.

#### 2014–15
Durante os primeiros dois meses da temporada, Harden estava na disputa pelo MVP. Em 11 de dezembro de 2014, ele marcou 44 pontos na vitória por 113 a 109 sobre o Sacramento Kings. Dois dias depois, registrou seu terceiro triplo-duplo da carreira com 24 pontos, 10 assistências e 10 rebotes na vitória por 108 a 96 sobre o Denver Nuggets. Em 22 de dezembro, o ala-armador marcou 44 pontos em uma vitória por 110 a 95 sobre o Portland Trail Blazers.
Em 19 de janeiro de 2015, Harden marcou 45 pontos contra o Indiana Pacers. Já no dia 23 de fevereiro, ele registrou seu segundo triplo-duplo da temporada com 31 pontos, 11 rebotes e 10 assistências em uma vitória de 113 a 102 sobre o Minnesota Timberwolves. Em 6 de março, ele registrou seu terceiro triplo-duplo da temporada com 38 pontos, 12 rebotes e 12 assistências em uma vitória por 103 a 93 sobre o Detroit Pistons. Harden marcou 50 pontos, até então o recorde de sua carreira, contra o Denver Nuggets no dia 19 de março. Ele passou essa marca com 51 pontos contra os Kings no dia 1 de abril, sendo seu 33º jogo de 30 pontos na temporada e seu nono jogo de 40 pontos na temporada. Ele tornou-se o primeiro jogador na história da franquia a ter dois jogos de 50 pontos em uma temporada. Quatro dias depois, marcou 41 pontos contra o Oklahoma City Thunder em seu 10º jogo de 40 pontos da temporada.
No último jogo da temporada regular dos Rockets, Harden registrou seu quarto triplo-duplo da temporada com 16 pontos, 11 rebotes e 10 assistências na vitória por 117 a 91 sobre o Utah Jazz. Ele ajudou os Rockets a ganhar o seu primeiro título da divisão desde 1994 e conquistou a segunda posição na Conferência Oeste. Harden foi novamente nomeado para a Primeira-Equipe da NBA e terminou em segundo lugar na votação de MVP, atrás de Stephen Curry.
No Jogo 5 da segunda rodada dos playoffs contra o Los Angeles Clippers, Harden registrou seu primeiro triplo-duplo em playoffs com 26 pontos, 11 rebotes e 10 assistências. No Jogo 4 das finais da Conferência Oeste contra o Golden State Warriors, Harden marcou 45 pontos, recorde de sua carreira em playoffs. No Jogo 5 das finais da Conferência Oeste, Harden teve 13 turnovers, um recorde de playoff, mas não conseguiu evitar a derrota por 104 a 90.

#### 2015–16
Harden marcou 43 pontos contra o Sacramento Kings em 6 de novembro, seguidos por 46 pontos contra o Los Angeles Clippers na noite seguinte. Posteriormente, ele tornou-se o primeiro jogador dos Rockets a marcar mais de 43 pontos em jogos consecutivos, já que Malone teve duas sequências de três jogos durante a temporada de 1981–82.
Em 18 de novembro, o técnico Kevin McHale foi demitido depois que os Rockets começaram a temporada com um recorde de quatro derrotas. Mais tarde naquela noite, Harden marcou 45 pontos na vitória por 108 a 103 sobre o Portland Trail Blazers.
No dia 27 de novembro, ele marcou 50 pontos na vitória por 116 a 114 sobre o Philadelphia 76ers. Em 20 de janeiro de 2016, Harden teve seu primeiro triplo-duplo da temporada e o sétimo de sua carreira com 33 pontos, 17 rebotes e 14 assistências na derrota por 123 a 114 para o Detroit Pistons. Ele se tornou o primeiro jogador a ter pelo menos 33 pontos, 17 rebotes e 14 assistências em um jogo, já que Wilt Chamberlain fez 53 pontos, 32 rebotes e 14 assistências pelo Philadelphia em março de 1968. Em 24 de janeiro, ele registrou seu segundo triplo-duplo da temporada com 23 pontos, 15 rebotes e 10 assistências na vitória por 115 a 104 sobre o Dallas Mavericks. Em 25 de março, ele registrou seu terceiro triplo-duplo da temporada com 32 pontos, 13 assistências e 11 rebotes na vitória por 112 a 109 sobre o Toronto Raptors.
Harden terminou o mês de março com 457 pontos, 152 assistências e 102 rebotes, tornando-se o primeiro jogador a registrar pelo menos 450 pontos, 150 assistências e 100 rebotes em um único mês desde Oscar Robertson em dezembro de 1967.
Ele terminou a temporada de 2015-16 com 374 turnovers, superando a marca de Artis Gilmore de 366 em 1977–78, a primeira temporada em que a NBA registrou turnovers. Harden estabeleceu médias recordes de sua carreira em pontos (29), assistências (7,5) e rebotes (6,1) e se juntou a LeBron James, Michael Jordan e Oscar Robertson como os únicos jogadores na história da NBA com média de pelo menos 29 pontos, sete assistências e seis rebotes em um temporada.

#### 2016–17

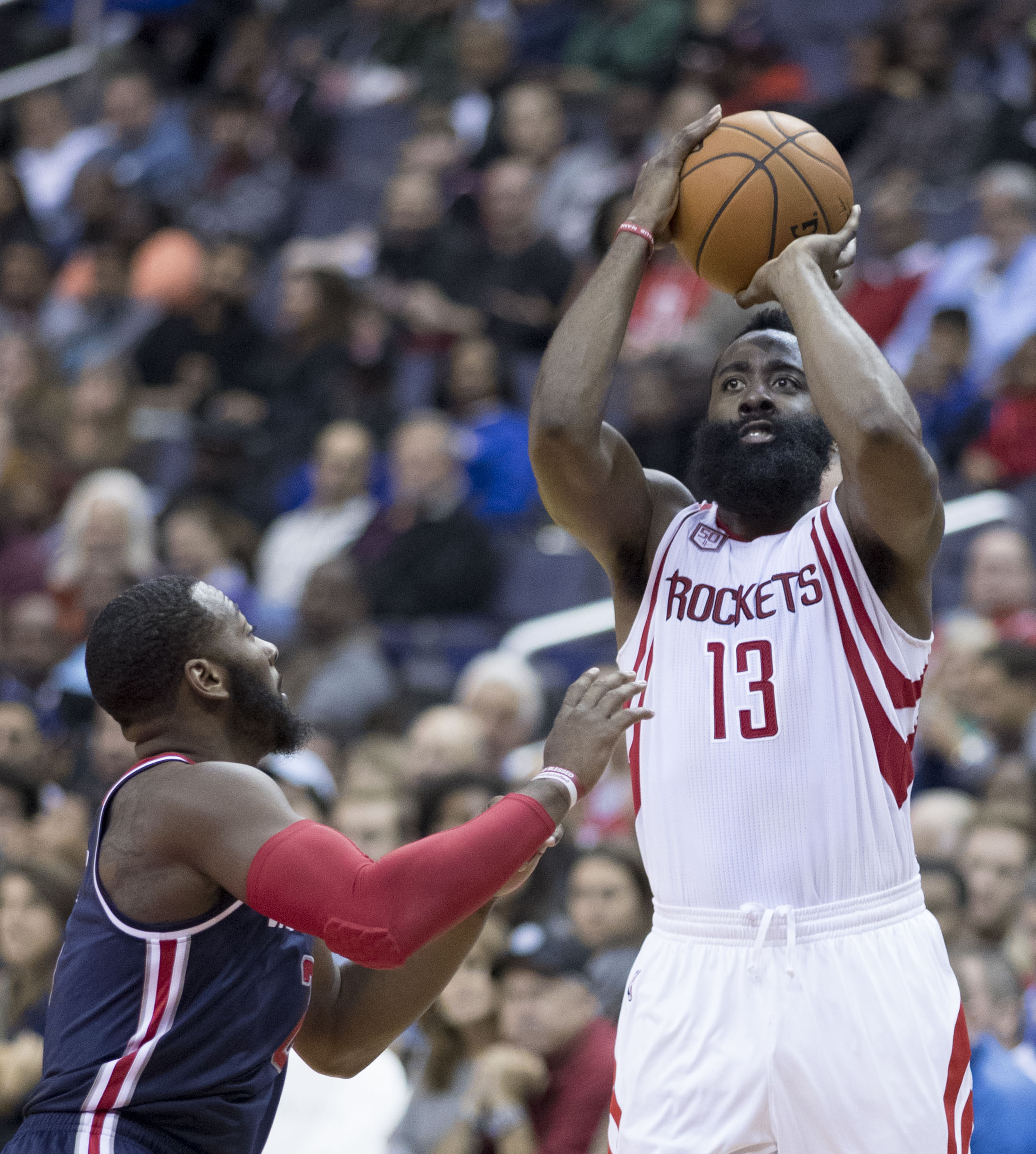
Harden sendo marcado por John Wall em 2016

Em 9 de julho de 2016, Harden assinou uma extensão de contrato de US $ 118,1 milhões por quatro anos com os Rockets. Em setembro de 2016, o novo técnico dos Rockets, Mike D'Antoni, anunciou que Harden assumiria o papel de armador no começo da temporada de 2016-17.
Na abertura da temporada dos Rockets em 26 de outubro, Harden regitrou 34 pontos, 17 assistências, recorde da carreira, e oito rebotes na derrota por 120-114 para o Los Angeles Lakers, tornando-se apenas o segundo jogador na história da NBA a registrar pelo menos 30 pontos e 15 assistências na abertura da temporada - Tim Hardaway teve 32 e 18 no Golden State Warriors em 1990.
Em 14 de dezembro, ele registrou 15 pontos, 14 assistências e 11 rebotes em apenas três quartos para levar os Rockets a uma vitória por 132–98 sobre o Sacramento Kings. Foi o quinto triplo-duplo de Harden na temporada e o 14º de sua carreira, empatando-o com Hakeem Olajuwon na história da franquia. Ele estabeleceu o recorde da franquia dois dias depois, com seu sexto triplo-duplo da temporada e o 15º de sua carreira. Na vitória dos Rockets por 122-110 sobre o New Orleans Pelicans, Harden ajudou a equipe a estabelecer um recorde da NBA com 24 cestas de três pontos, terminando com 29 pontos, 11 rebotes e 13 assistências. Em 23 de dezembro, ele empatou o recorde da carreira de 17 assistências na derrota por 115-109 para o Memphis Grizzlies. Em 30 de dezembro, ele registrou seu sétimo triplo-duplo da temporada com 30 pontos, 13 rebotes e 10 assistências em uma vitória de 140-116 sobre o Los Angeles Clippers.

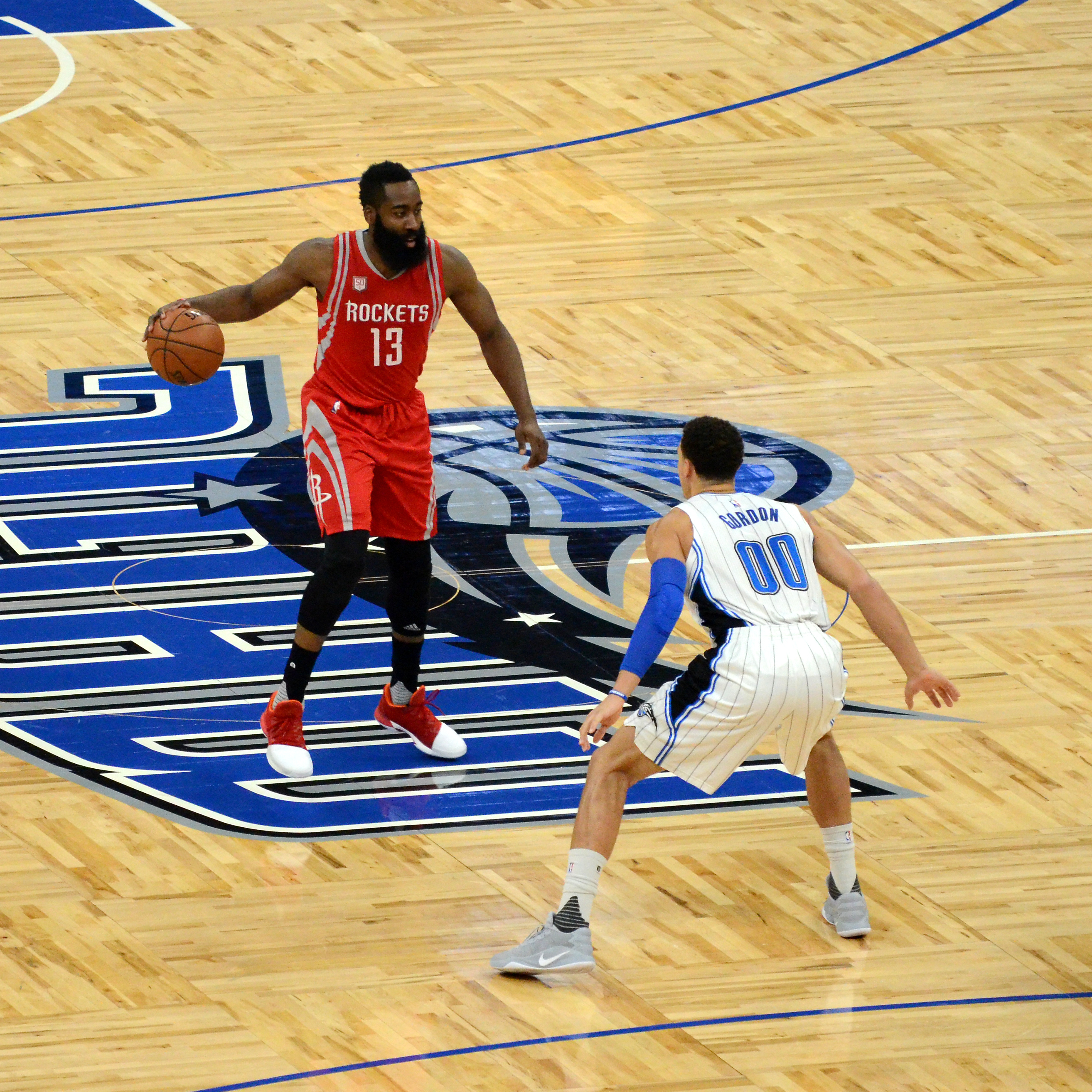
Harden com a bola em um jogo contra o Orlando Magic em 2017

Em 31 de dezembro de 2016, Harden registrou mais um triplo-duplo com 53 pontos, 17 assistências e 16 rebotes em uma vitória por 129–122 sobre o New York Knicks, tornando-se o primeiro jogador na história da NBA a terminar com uma linha estatística de 50-15-15. Ele empatou com Wilt Chamberlain com mais pontos em um triplo-duplo na história da NBA - Chamberlain conseguiu o feito durante a temporada de 1967-68 com 53 pontos, 32 rebotes e 14 assistências. Foi seu 17ª triplo-duplo da carreira e seu quarto jogo de 50 pontos na carreira. Dois dias depois, ele registrou seu nono triplo-duplo da temporada em uma vitória sobre o Washington Wizards e foi nomeado o Jogador da Semana da Conferência Oeste pela terceira vez. Foi o 12º prêmio de Jogador da Semana de Harden, igualando Hakeem Olajuwon com o maior número de prêmios de Jogador da Semana da história da franquia. 
Seu 10º e 11º triplo-duplo aconteceram em jogos consecutivos nos dias 8 e 10 de janeiro, ambos resultando em vitórias. Suas duas apresentações o tornaram o quarto jogador na história da NBA com pelo menos 40 pontos, 10 rebotes e 10 assistências em jogos consecutivos - Pete Maravich, Michael Jordan e Russell Westbrook são os outros três a fazê-lo. Seu 12º e 13º triplo-duplo vieram em jogos consecutivos em 15 e 17 de janeiro. Em 27 de janeiro, ele registrou seu 14º triplo-duplo da temporada com 51 pontos, 13 rebotes e 13 assistências em uma vitória por 123–118 sobre o Philadelphia 76ers, tornando-se o primeiro jogador na história da NBA com múltiplas triplos-duplos de 50 pontos em uma temporada.
Em 3 de fevereiro, contra o Chicago Bulls, Harden marcou seu 10.000º ponto como um jogador dos Rockets, ultrapassando Yao Ming pelo sexto lugar na história da franquia. Em 11 de fevereiro, ele marcou 40 pontos em três quartos (seu nono jogo de 40 pontos da temporada) para ajudar os Rockets a vencer por 133-102 sobre o Phoenix Suns. Ele jogou apenas 29 minutos contra os Suns e se tornou o primeiro jogador dos Rockets desde Sleepy Floyd em 1991 a marcar 40 pontos em menos de 30 minutos.
Em 15 de fevereiro, ele registrou seu 15º triplo-duplo da temporada com 38 pontos, 12 rebotes e 12 assistências na derrota por 117-109 para o Miami Heat. Entre 12 e 18 de março, ele teve quatro triplo-duplos consecutivos. Ele terminou a temporada regular com 22 triplo-duplos e se tornou o primeiro jogador na história da NBA a terminar a temporada regular com pelo menos 2.000 pontos (2.356), 900 assistências (907) e 600 rebotes (659). Ele ficou em segundo lugar na votação de MVP da liga, perdendo para o ex-companheiro de equipe, Russell Westbrook.
No Jogo 5 da segunda rodada dos playoffs contra o San Antonio Spurs, Harden registrou seu segundo triplo-duplo da carreira na pós-temporada com 33 pontos, 10 rebotes e 10 assistências em uma derrota por 110-107 na prorrogação. Os Rockets foram eliminado pelos Spurs com uma derrota de 114-75 no Jogo 6. Harden encerrou sua temporada estelar marcando apenas 10 pontos.

#### 2017–18: MVP
Em 8 de julho de 2017, Harden assinou uma extensão de contrato de quatro anos com os Rockets por aproximadamente US $ 160 milhões, dando a ele um contrato total de seis anos com US $ 228 milhões garantidos - o maior contrato da história da NBA.
Em 5 de novembro, ele marcou 56 pontos, o recorde de sua carreira, na vitória por 137-110 sobre o Utah Jazz, quase alcançando o recorde da franquia de 57 pontos de Calvin Murphy estabelecido em 1978.
Em 16 de novembro, ele fez 23 de seus 48 pontos no segundo quarto, enquanto os Rockets marcaram 90 pontos no primeiro tempo, a caminho de uma vitória por 142–116 sobre o Phoenix Suns. Os Rockets acertaram 61% dos arremessos do primeiro tempo para obter a segunda maior pontuação no primeiro tempo da história da NBA. Ele se tornou o primeiro jogador na história da franquia a marcar pelo menos 20 pontos em cada um dos primeiros 20 jogos do time na temporada. Harden foi eleito o Jogador do Mês da Conferência Oeste pelos jogos disputados em outubro e novembro, marcando a quinta vez que ele recebeu o prêmio.
Em 9 de dezembro, ele marcou 48 pontos para ajudar os Rockets a vencer o Portland Trail Blazers por 124-117, marcando pelo menos 20 pontos em cada um dos 24 jogos do Houston, tornando-se apenas o segundo jogador a realizar tal feito desde a temporada de 1990-91. Em 20 de dezembro, apesar dos 51 pontos de Harden, os Rockets foram derrotados por 122-116 pelo Los Angeles Lakers, encerrando sua seqüencia de 14 vitórias consecutivas. Harden estabeleceu um recorde na franquia ao marcar pelo menos 20 pontos em seu 30ª jogo consecutivo. O recorde anterior era de Malone, que o fez em 29 jogos consecutivos na temporada de 1981-82. Dois dias depois, Harden teve uma segunda performance consecutiva de 51 pontos na derrota por 128-118 para o Los Angeles Clippers. Foi o terceiro jogo de 50 pontos de Harden na temporada e ele se tornou o primeiro jogador na história da franquia a ter dois jogos consecutivos de 50 pontos. Ele também se tornou o primeiro jogador da NBA a marcar 50 ou mais em jogos consecutivos desde que Kobe Bryant fez isso em quatro jogos consecutivos em março de 2007.
Em 31 de dezembro contra os Lakers, Harden marcou 40 pontos antes de sair com uma lesão no tendão no final do quarto período. Sem Harden, os Rockets venceram por 148–142. Ele ficou afastado por duas semanas com uma distensão de grau 2 no tendão da coxa e perdeu sete jogos como resultado.
Em 26 de janeiro, ele teve 23 pontos e 11 assistências na derrota por 115-113 para o New Orleans Pelicans. Harden passou para o segundo lugar na história do Rockets com 3.347 assistências, ultrapassando as 3.339 de Allen Leavell. Em 30 de janeiro, em uma vitória por 114–107 sobre o Orlando Magic, Harden se tornou o primeiro jogador na história da NBA a marcar 60 pontos como parte de um triplo-duplo, terminando com 10 rebotes e 11 assistências. Harden marcou 18 pontos no quarto período, eclipsando os 57 pontos que Calvin Murphy marcou em 1978, quebrando o recorde de pontuação em um único jogo do Houston. Foi o seu quarto jogo de 50 pontos na temporada.
Em 25 de março, ele ajudou os Rockets a alcançar 60 vitórias em uma temporada pela primeira vez na história da franquia, registrando um triplo-duplo (quarto da temporada, 35º da carreira) com 18 pontos, 15 assistências e 10 rebotes em um vitória de 118–99 sobre o Atlanta Hawks. Os Rockets terminaram a temporada regular como a melhor campanha da confêrencia pela primeira vez na história da franquia com um recorde de 65-17. Harden ganhou seu primeiro título de pontuação, com média de 30,4 pontos, o segundo na história da franquia, perdendo para os 31,1 de Malone em 1981–82.
No Jogo 1 da primeira rodada dos playoffs contra o Minnesota Timberwolves, Harden marcou 44 pontos em uma vitória por 104-101. No Jogo 1 da segunda rodada contra o Utah Jazz, Harden marcou 41 pontos em uma vitória por 110-96. Foi o sexto jogo de playoffs de 40 pontos de sua carreira. No Jogo 1 das finais da Conferência Oeste, Harden marcou 41 pontos na derrota por 119–106 para o Golden State Warriors. No Jogo 4 contra os Warriors, Harden marcou 30 pontos para ajudar o Rockets a empatar a série em 2–2 com uma vitória de 95–92. No Jogo 6, ele registrou 32 pontos, nove assistências e sete rebotes em uma derrota por 115-86. Apesar de um esforço de 32 pontos de Harden no Jogo 7, os Rockets foram eliminados dos playoffs com uma derrota por 101-92.
Em junho, Harden foi nomeado o MVP da NBA na temporada 2017–18, tornando-se o terceiro jogador na história da franquia a receber o prêmio, juntando-se a Moses Malone (1978–79 e 1981–82) e Hakeem Olajuwon (1993–94).

#### 2018–19

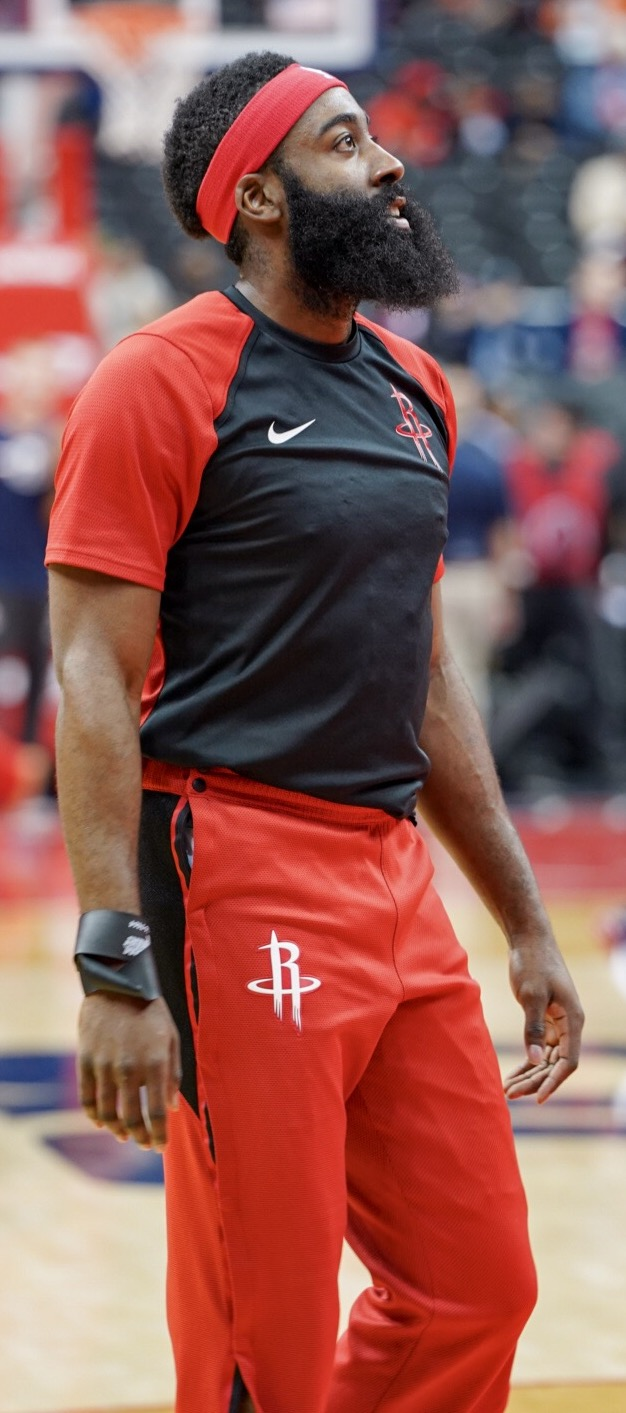
Harden em 2018

Os Rockets começaram a temporada com um recorde de 11–14. No final de dezembro, Harden levou os Rockets para um recorde de 21 a 15 sem o companheiro Chris Paul com uma lesão no tendão.
Em 11 de janeiro, ele registrou 43 pontos, 10 rebotes e 12 assistências para liderar os Rockets na vitória por 141–113 sobre o Cleveland Cavaliers. Foi o 13º jogo de Harden na temporada com 40 pontos, ultrapassando o recorde da franquia de Malone, e o sétimo nos nove jogos anteriores, enquanto ele continuava levando a equipe com Paul e Eric Gordon fora devido a lesões. No jogo seguinte, em 13 de janeiro, Harden marcou 38 pontos, mas fez apenas uma de 17 em tentativas de três pontos na derrota por 116 a 109 para o Orlando Magic.
Em 14 de janeiro, ele marcou 57 pontos na vitória por 112–94 sobre o Memphis Grizzlies. Em 16 de janeiro, ele marcou 58 pontos em uma derrota de 145-142 para o Brooklyn Nets. Em 23 de janeiro, ele marcou 61 pontos, o recorde da carreira, e 15 rebotes na vitória por 114-110 sobre o New York Knicks, estabelecendo assim a quarta seqüencia mais longa de jogos de 30 pontos na história da NBA com 21 - na época, Wilt Chamberlain tinha as três sequências mais longas (65, 31 e 25). Com 37 pontos em 29 de janeiro contra o New Orleans Pelicans, Harden estendeu sua seqüencia de jogos de 30 pontos para 24 e fez seu 11º jogo seguido com pelo menos 35 pontos. Com 30 pontos contra o Denver Nuggets em 1º de fevereiro e 43 pontos contra o Utah Jazz em 2 de fevereiro, Harden estabeleceu a terceira sequência mais longa da história da NBA em jogos com mais de 30 pontos. Com 42 pontos contra o Minnesota Timberwolves em 13 de fevereiro, Harden marcou 30 ou mais pontos pelo 31º jogo consecutivo, empatando com Chamberlain pela segunda seqüencia mais longa da história da liga. Em 21 de fevereiro, no primeiro jogo dos Rockets após o intervalo para o All-Star Game, Harden marcou 30 pontos contra o Los Angeles Lakers pelo seu 32º jogo consecutivo com mais de 30 pontos.
Depois de perder o jogo seguinte dos Rockets devido a uma lesão no pescoço, seu jogo de volta em 25 de fevereiro o viu marcar 28 pontos contra o Atlanta Hawks, quebrando sua sequência de 32 jogos com pelo menos 30 pontos. Em 28 de fevereiro, ele marcou 58 pontos em uma vitória por 121–118 sobre o Miami Heat. Em 19 de março, ele marcou 31 pontos em uma vitória contra os Hawks e se tornou o primeiro jogador na história da NBA a marcar 30 ou mais pontos contra todas as 29 outras equipes em uma única temporada.
Em 20 de março, ele marcou 57 pontos na derrota por 126 a 125 para o Memphis Grizzlies, marcando seu sétimo jogo de 50 pontos na temporada. Dois dias depois, ele alcançou o recorde de sua carreira de 61 pontos em uma vitória por 111 a 105 sobre o San Antonio Spurs. Por essas performances, ele recebeu seu quarto prêmio de Jogador da Semana da Conferência Oeste na temporada 2018–19. Em 31 de março, Harden registrou 50 pontos, 11 rebotes e 10 assistências em uma vitória de 119–108 sobre o Sacramento Kings para registrar seu nono jogo de 50 pontos na temporada regular. Foi seu quinto triplo-duplo de 50 pontos na carreira, mais do que qualquer jogador na história da NBA. Ele também se tornou o nono jogador na história da NBA a fazer 2.000 pontos em cestas de três pontos em sua carreira. Depois de uma vitória de 135-103 contra o Los Angeles Clippers em 3 de abril, ele se tornou a terceira pessoa na história da NBA a registrar mais de 2.700 pontos e mais de 500 assistências em uma única temporada.
Em uma vitória decisiva por 149–113 contra o Phoenix Suns em 7 de abril, o desempenho de Harden de 30 pontos, 13 rebotes, nove assistências e dois roubos de bola quebrou vários recordes: ele empatou com Kobe Bryant no maior número de jogos de 30 pontos em uma temporada nos últimos 30 anos com 56 jogos, tornou-se o segundo jogador na história da NBA (Michael Jordan na temporada de 1989–90) a registrar 2.700 pontos, 500 assistências e 500 rebotes em uma temporada e se juntou a Jordan como o único jogador com média de pelo menos 30 pontos, sete assistências, cinco rebotes e dois roubos de bola em uma temporada.
Nos playoffs, Harden levou os Rockets a uma vitória no Jogo 2 contra o Utah Jazz com 32 pontos, 13 rebotes e 10 assistências — seu terceiro triplo-duplo da carreira durante a pós-temporada — para dar a Houston uma vantagem de 2–0 na primeira rodada. No Jogo 3 contra o Jazz, ele registrou 22 pontos, 10 assistências, seis roubos de bola e quatro rebotes para levar os Rockets a uma vitória por 104–101, colocando a série em 3–0. Os Rockets acabou perdendo por 4–2 para o Warriors nas semifinais da conferência.
No final da temporada, ele foi escolhido por unanimidade para sua quinta Primeira-Equipe da NBA e foi anunciado como finalista do Prêmio de MVP.

#### 2019–20

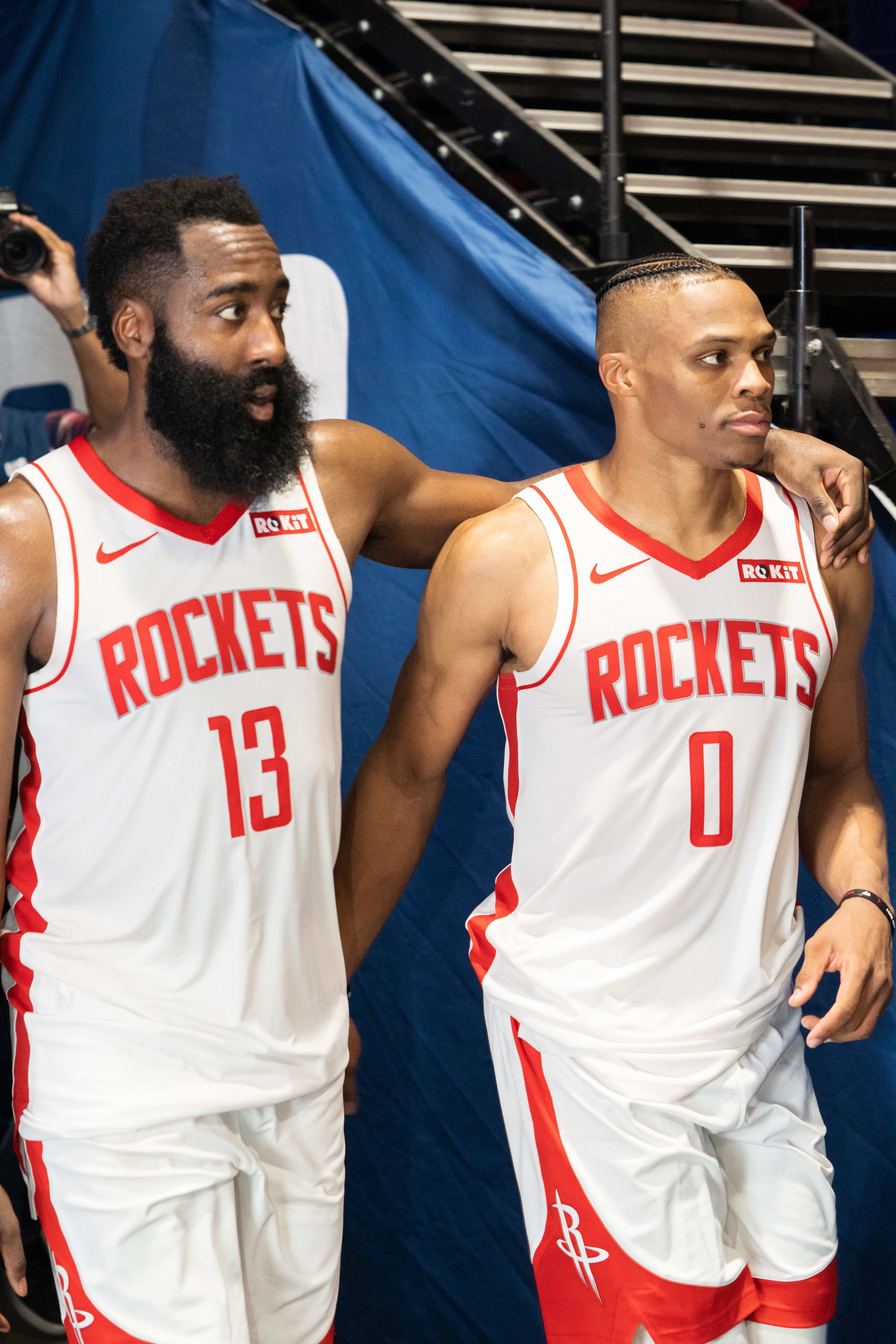
O ex-colega de equipe do Thunder, Russell Westbrook, ingressou no Houston na temporada 2019–20

Depois de um início de temporada decepcionante com 28,6% de arremessos certos e 15% de acertos da linha de três pontos nos primeiros três jogos, Harden marcou 59 pontos em uma vitória por 159–158 contra o Washington Wizards no dia 30 de outubro. Com este jogo, o ala-armador estendeu uma sequência de 50 pontos em seis temporadas consecutivas, a segunda sequência mais longa da história da NBA, atrás de Wilt Chamberlain (10 temporadas consecutivas, 1959-1969).
Em 11 de novembro, Harden foi nomeado o Jogador da Semana da Conferência Oeste depois que os Rockets tiveram um recorde de 3–0, com o ala-armador registrando um duplo-duplo em cada jogo e tendo médias de 40,7 pontos, 9,3 assistências, 8.0 rebotes, 2,3 roubos de bola e 1,3 bloqueios. Já no dia 30 de novembro, em uma vitória por 158–111 contra o Atlanta Hawks, Harden conseguiu seu quarto jogo de 60 pontos na carreira — empatado em terceiro lugar com Michael Jordan. Com este jogo, Harden juntou-se a Klay Thompson e Kobe Bryant como os únicos jogadores a marcarem 60 pontos em apenas três quartos. Suas 24 tentativas de arrmessos são as menores em um jogo de 60 pontos na história da NBA. Harden é atualmente o único jogador ativo que marcou 60 pontos mais de uma vez.
No dia 11 de dezembro, Harden conseguiu seu quarto jogo de 50 pontos da temporada com 55 pontos na vitória por 116 a 110 contra o Cleveland Cavaliers. Ele se tornou o quarto jogador na história da NBA com vários jogos de 10 ou mais cestas de três pontos, juntando-se a Stephen Curry (15), Klay Thompson (5) e J.R. Smith (3). Na vitória por 130 a 107 contra o Orlando Magic em 13 de dezembro de 2019, ele conseguiu seu segundo jogo de 50 pontos consecutivos — a terceira vez em sua carreira — com 54 pontos. Neste jogo, Harden se tornou o segundo jogador na história da NBA a marcar 10+ cestas de três pontos em jogos consecutivos, juntando-se a Stephen Curry, que fez isso em fevereiro de 2016, e também ultrapassou Paul Pierce pelo 8º lugar no ranking de mais cestas de três pontos de todos os tempos. Ele também se tornou o primeiro jogador na história da NBA a ter mais de 50 pontos e 10+ cestas de três pontos em jogos consecutivos. Antes dessas duas últimas apresentações, apenas três vezes um jogador tentou sete ou menos lances livres ao marcar 54 ou mais pontos em um jogo; Harden fez isso duas vezes naquela semana.
Em 21 de dezembro, Harden ultrapassou Elgin Baylor na lista de mais jogos de 40 pontos na história da NBA, com 40 pontos em uma vitória por 139 a 125 contra o Phoenix Suns. Nomeado o jogador da Conferência Oeste do mês em dezembro, o ala-armador terminou a década como o cestinha da NBA com 19.578 pontos, apesar de começar sua carreira como sexto homem no Oklahoma City Thunder. Ele foi selecionado para seu oitavo All-Star Game consecutivo.
No primeiro jogo dos Rockets após a suspensão da temporada devido ao COVID-19, Harden se tornou o segundo maior artilheiro da história da franquia após registrar 49 pontos na vitória de 153-149 sobre o Dallas Mavericks. Ele também se tornou o único jogador na história da NBA com mais temporadas consecutivas com mais de 20 jogos marcando mais de 40 pontos desde Wilt Chamberlain. Ele se tornou o campeão de pontuação da liga pela terceira temporada consecutiva e o líder da liga em roubos de bola. Ele também se tornou um finalista do prêmio de MVP e foi nomeado para a Primeira-Equipe da NBA. Houston foi eliminado dos playoffs na segunda rodada pelos Lakers.

#### 2020–21
Durante o período de entressafra, o gerente geral Morey e o técnico D'Antoni deixaram os Rockets. Harden exigiu uma troca em novembro de 2020 e se apresentou aos treinamentos mais tarde.
Em 26 de dezembro, ele registrou 44 pontos e 17 assistências na derrota por 128-126 para o Portland Trail Blazers.

### Brooklyn Nets

#### 2020–21
Em 14 de janeiro de 2021, Harden foi negociado com o Brooklyn Nets em um acordo de quatro equipes que envolveu o Cleveland Cavaliers e o Indiana Pacers.
Em 16 de janeiro, ele registrou 32 pontos, 12 rebotes e 14 assistências em uma vitória de 122-115 sobre o Orlando Magic, tornando-se o primeiro jogador na história da franquia e o sétimo jogador da liga a conseguir um triplo-duplo em sua estreia pela equipe. Harden também estabeleceu o recorde de ser o primeiro jogador na história da NBA a ter uma performance de triplo-duplo na estreia, ao mesmo tempo em que estabeleceu um recorde da franquia de maior número de assistências em seu primeiro jogo.
Em 2 de fevereiro, Harden ganhou seu primeiro Prêmio de Jogador da Semana da Conferência Leste após ter médias de 25,3 pontos e 11,3 assistências em três jogos. Em 19 de fevereiro, ele registrou um duplo-duplo de 23 pontos e 11 assistências em uma vitória por 108–98 sobre o Los Angeles Lakers, tornando-se o primeiro jogador na história da franquia a registrar um duplo-duplo em onze jogos consecutivos. Em 22 de fevereiro, Harden foi eleito Jogador da Semana da Conferência Leste, após liderar os Nets a quatro vitórias consecutivas e ter médias de 31,8 pontos, 9,0 rebotes, 10,8 assistências e 1,3 roubos de bola. No dia seguinte, Harden foi nomeado como reserva da Conferência Leste no All-Star Game da NBA de 2021, marcando sua nona seleção All-Star consecutiva.
Em 1º de março, Harden registrou sua sétimo triplo-duplo como um jogador dos Nets com 30 pontos, 15 assistências e 14 rebotes em uma vitória de 124-113 na prorrogação contra o San Antonio Spurs, dando à franquia sua primeira vitória em San Antonio em 19 anos. Nesse jogo, Harden se tornou o primeiro jogador na história da liga a ter um jogo de 30-15-10 com zero turnovers em um jogo. No dia seguinte, ele foi nomeado o Jogador do Mês da Conferência Leste no mês de fevereiro. O prêmio foi o décimo primeiro de sua carreira e a primeiro como um jogador dos Nets, tornando-o o primeiro a ganhar o prêmio desde Vince Carter em abril de 2007.
Em 13 de março, Harden registrou seu nono triplo-duplo como um jogador dos Nets com 24 pontos, 10 rebotes e 10 assistências em uma vitória de 100-95 contra o Detroit Pistons, ultrapassando Larry Bird na lista de pontuação de todos os tempos da liga com 21.792 pontos.
Em 15 de março, Harden registrou seu décimo triplo-duplo como um jogador dos Nets com 21 pontos, 15 assistências e 15 rebotes em uma vitória de 117-112 contra o New York Knicks, tornando-se o primeiro jogador na história da franquia a registrar pelo menos 15 pontos, 15 rebotes e 15 assistências em um jogo. Em 17 de março, ele registrou 40 pontos, 10 rebotes e 15 assistências na vitória de 124-115 sobre o Indiana Pacers, juntando-se a Carter como o único jogador do Nets com um triplo-duplo de 40 pontos. Ele também se tornou o quarto jogador na história da NBA com 100 jogos de 40 pontos e o segundo de todos os tempos em triplos-duplos de 40 pontos com 16, atrás apenas de Oscar Robertson que tinha 24. Os primeiros dois pontos de Harden no jogo o levaram a 21.815 pontos em sua carreira, passando Gary Payton como o 33º na lista de pontuações de todos os tempos da liga.
Em 29 de março, Harden registrou seu décimo segundo triplo-duplo em 32 jogos como pelos Nets com 38 pontos, 11 rebotes e 13 assistências na vitória por 112–107 contra o Minnesota Timberwolves, batendo o recorde da franquia de Jason Kidd de mais triplos-duplos em uma temporada. Em 1 de abril, Harden foi nomeado o Jogador do Mês da Conferência Leste no mês de março. O prêmio foi o segundo de Harden nos Nets, tornando-se o primeiro jogador na história da liga a receber o prêmio de Jogador do Mês em cada um de seus primeiros dois meses completos com um novo time desde o início do prêmio na temporada 1979–80. Ele também estabeleceu um recorde de ser o primeiro jogador na história da franquia a receber o prêmio de Jogador do Mês em meses consecutivos.
Depois de perder 18 jogos devido a uma distensão no tendão da coxa, Harden voltou à ação em 12 de maio. Sendo reserva pela primeira vez desde 2012, Harden fez um duplo-duplo com 18 pontos e 11 assistências em uma vitória de 128–116 sobre o San Antonio Spurs.

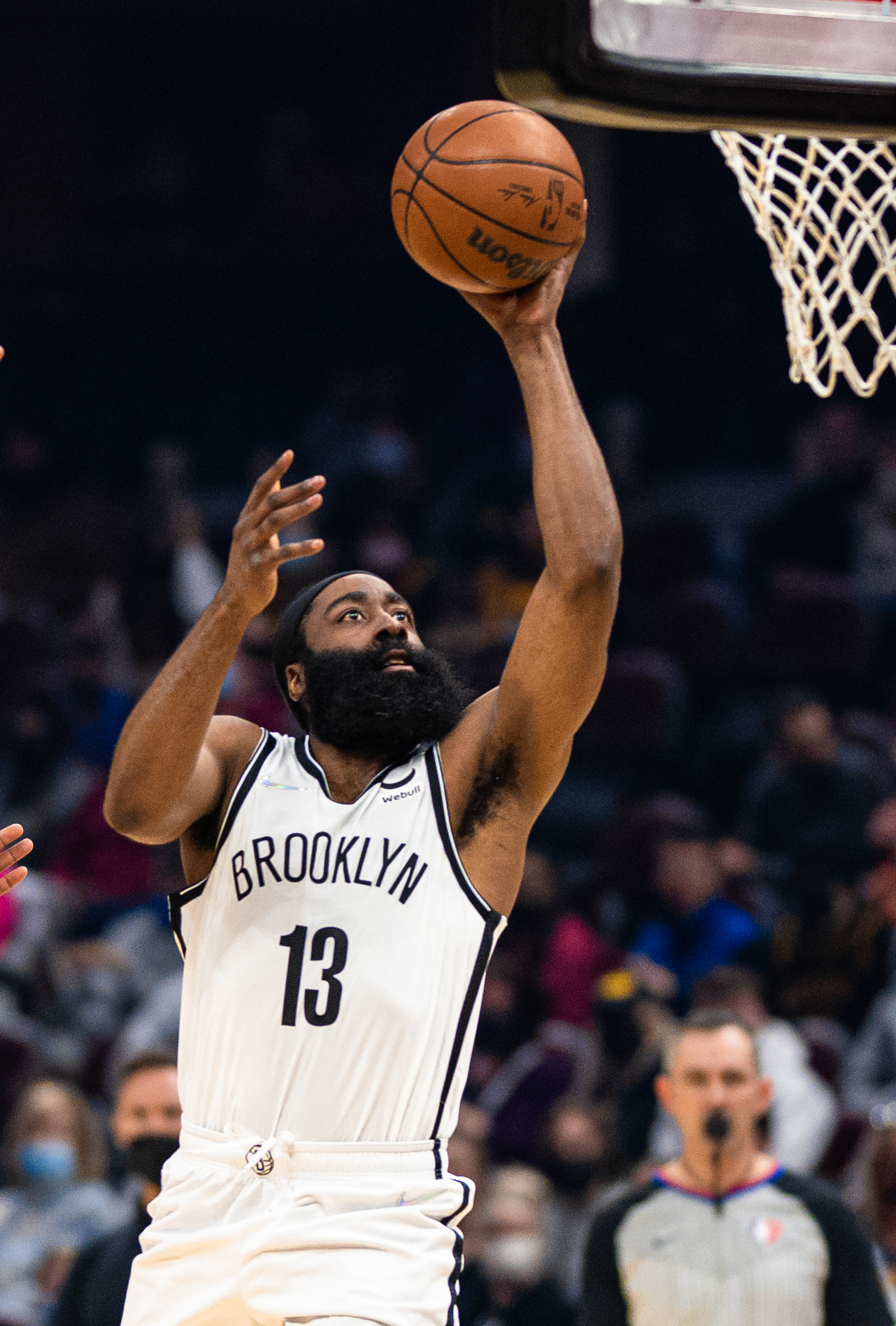
Harden atuando pelo Brooklyn Nets em 2022

No Jogo 5 da primeira rodada dos playoffs, Harden fez um triplo-duplo com 34 pontos, 10 rebotes e 10 assistências em uma vitória por 123-109 para fechar a série. No primeiro minuto do Jogo 1 contra o Milwaukee Bucks nas semifinais da conferência, Harden se machucou novamente e perdeu o restante do jogo, assim como os próximos três jogos da série. Ele fez seu retorno no jogo 5 da série, uma vitória por 114-108. No Jogo 7, Harden registrou 22 pontos, nove rebotes e nove assistências na derrota por 111-115 na prorrogação.

#### 2021–22
Em 22 de outubro de 2021, Harden registrou 20 pontos, sete rebotes e oito assistências na vitória por 114 a 109 sobre o Philadelphia 76ers, passando Kyle Korver em quarto lugar na lista de mais cestas de três pontos de todos os tempos. Em 12 de novembro, ele teve 39 pontos, cinco rebotes e 12 assistências na vitória por 120 a 112 sobre o New Orleans Pelicans. Em 19 de novembro, Harden registrou 36 pontos, 10 rebotes e oito assistências na vitória por 115-113 contra o Orlando Magic.
Em 14 de dezembro, Harden entrou em protocolos de saúde e segurança, fazendo com que ele perdesse os próximos três jogos. Ele fez seu retorno contra o Los Angeles Lakers em 25 de dezembro e registrou 36 pontos, 10 rebotes e 10 assistências na vitória por 122 a 115. Em 27 de dezembro, Harden fez 39 pontos, oito rebotes e 15 assistências na vitória por 124-108 sobre o Los Angeles Clippers. Em 15 de janeiro, ele registrou 27 pontos, oito rebotes e 15 assistências na vitória por 120 a 105 sobre o New Orleans Pelicans.

### Philadelphia 76ers
Em 10 de fevereiro de 2022, Brooklyn trocou Harden e Paul Millsap para o Philadelphia 76ers em troca de Ben Simmons, Seth Curry, Andre Drummond e duas seleções de primeira rodada.
Em 25 de fevereiro, Harden fez sua estreia nos Sixers e registrou 27 pontos, 12 assistências e oito rebotes na vitória por 133–102 sobre o Minnesota Timberwolves. No jogo seguinte, em 27 de fevereiro, Harden registrou seu 68º triplo-duplo na carreira e o primeiro como jogador dos 76ers com 29 pontos, 16 assistências, 10 rebotes na vitória por 125-109 contra o New York Knicks. Em 10 de março, em um jogo contra os Nets, Harden fez sua 2.561ª cesta de três pontos na carreira e passou Reggie Miller (2.560) pelo terceiro lugar na lista de mais cestas de três pontos na história.
Em 16 de abril, durante o Jogo 1 da primeira rodada dos playoffs, Harden registrou um duplo-duplo de 22 pontos e 14 assistências na vitória por 131–111 sobre o Toronto Raptors. Em 28 de abril, ele registrou 22 pontos e 15 assistências na vitória do Jogo 6 por 132–97, para ajudar os Sixers a avançar para as semifinais da Conferência Leste. Em 8 de maio, Harden fez 31 pontos na vitória por 116–108 no Jogo 4 sobre o Miami Heat. O Philadelphia foi eliminado no Jogo 6, quando Harden marcou 11 pontos e cometeu quatro turnovers. Sua última cesta veio faltando 3:31 para o fim do segundo quarto.
Em 27 de julho de 2022, Harden assinou um contrato de 2 anos e US$ 68,6 milhões com os 76ers.

### Los Angeles Clippers
Em 31 de outubro de 2023, Philadelphia 76ers trocou Harden, P. J. Tucker e Filip Petrusev para o Los Angeles Clippers em troca de Marcus Morris, Robert Covington, Nicolas Batum, KJ Martin, uma escolha de primeira rodada de 2028 desprotegida, duas escolhas de segunda rodada, uma troca de escolha em 2029 e uma escolha de primeira rodada adicional do Oklahoma City Thunder. A negociação reuniu Harden com Russell Westbrook pela segunda vez em suas carreiras.
Harden fez sua estreia pelos Clippers em 6 de novembro contra o New York Knicks, terminando com 17 pontos e seis assistências em 31 minutos, enquanto a equipe perdeu por 111-97. Em 17 de novembro, Harden teve 24 pontos, nove rebotes, sete assistências e um arremesso de três pontos decisivo na vitória por 106-100 sobre o Houston Rockets. Em 22 de novembro, Harden ultrapassou Patrick Ewing para o 24º lugar na lista de maiores pontuadores da liga. Em 14 de dezembro, ele registrou 28 pontos, 15 assistências, sete rebotes e quatro bloqueios na vitória por 121-113 sobre o Golden State Warriors, tornando-se o 24º jogador na história da NBA a marcar 25.000 pontos na carreira. Em 18 de dezembro, Harden marcou 21 de seus 35 pontos no quarto quarto, distribuindo nove assistências em um jogo de 151-127 contra o Indiana Pacers.
Em 6 de janeiro de 2024, Harden ultrapassou Jerry West para o 23º lugar na lista de maiores pontuadores da liga. Em 16 de janeiro, ele passou Reggie Miller para o 22º lugar. Em 26 de janeiro, Harden registrou seu 75º triplo-duplo da carreira com 26 pontos, 10 rebotes e 13 assistências na vitória por 127-107 sobre o Toronto Raptors. Em 2 de fevereiro, Harden e Westbrook se tornaram o terceiro par de jogadores com 25.000 pontos a jogarem juntos na história da NBA, em uma vitória por 136-125 sobre o Detroit Pistons. Em 2 de março, Harden ultrapassou Alex English para o 21º lugar na lista de pontuadores. Em 17 de março, passou Vince Carter para o 20º lugar. Em 4 de abril, em um jogo contra o Denver Nuggets, Harden se tornou o quarto jogador na história da NBA a alcançar pelo menos 25.000 pontos, 7.000 assistências e 6.000 rebotes.
Em 10 de julho de 2024, Harden renovou com os Clippers por um contrato de dois anos e US$70 milhões.
Em 2 de novembro de 2024, Harden registrou seu 78º triplo-duplo da carreira, empatando com Wilt Chamberlain pelo sétimo lugar na história da NBA, com 25 pontos, 10 rebotes e 13 assistências em uma derrota por 125-119 contra o Phoenix Suns, também se tornando o 20º jogador na história da NBA a alcançar 26.000 pontos na carreira. Em 17 de novembro, Harden ultrapassou Ray Allen para ficar sozinho em segundo lugar na lista de arremessos de três pontos na carreira, em um jogo contra o Utah Jazz. Em 27 de novembro, ele marcou 43 pontos em uma vitória por 121-96 sobre o Washington Wizards, sendo seu 100º jogo com 40 pontos na carreira, juntando-se a Chamberlain, Michael Jordan e Kobe Bryant como os únicos jogadores com pelo menos 100 jogos de 40 pontos na história da NBA. Em 1º de dezembro, Harden fez quase um triplo-duplo com 39 pontos, 9 rebotes e 11 assistências em uma vitória por 126-122 sobre o Denver Nuggets, marcando também seu 3.000º arremesso de três pontos na carreira, juntando-se a Stephen Curry como os únicos a alcançarem esse feito.

## Estilo de jogo

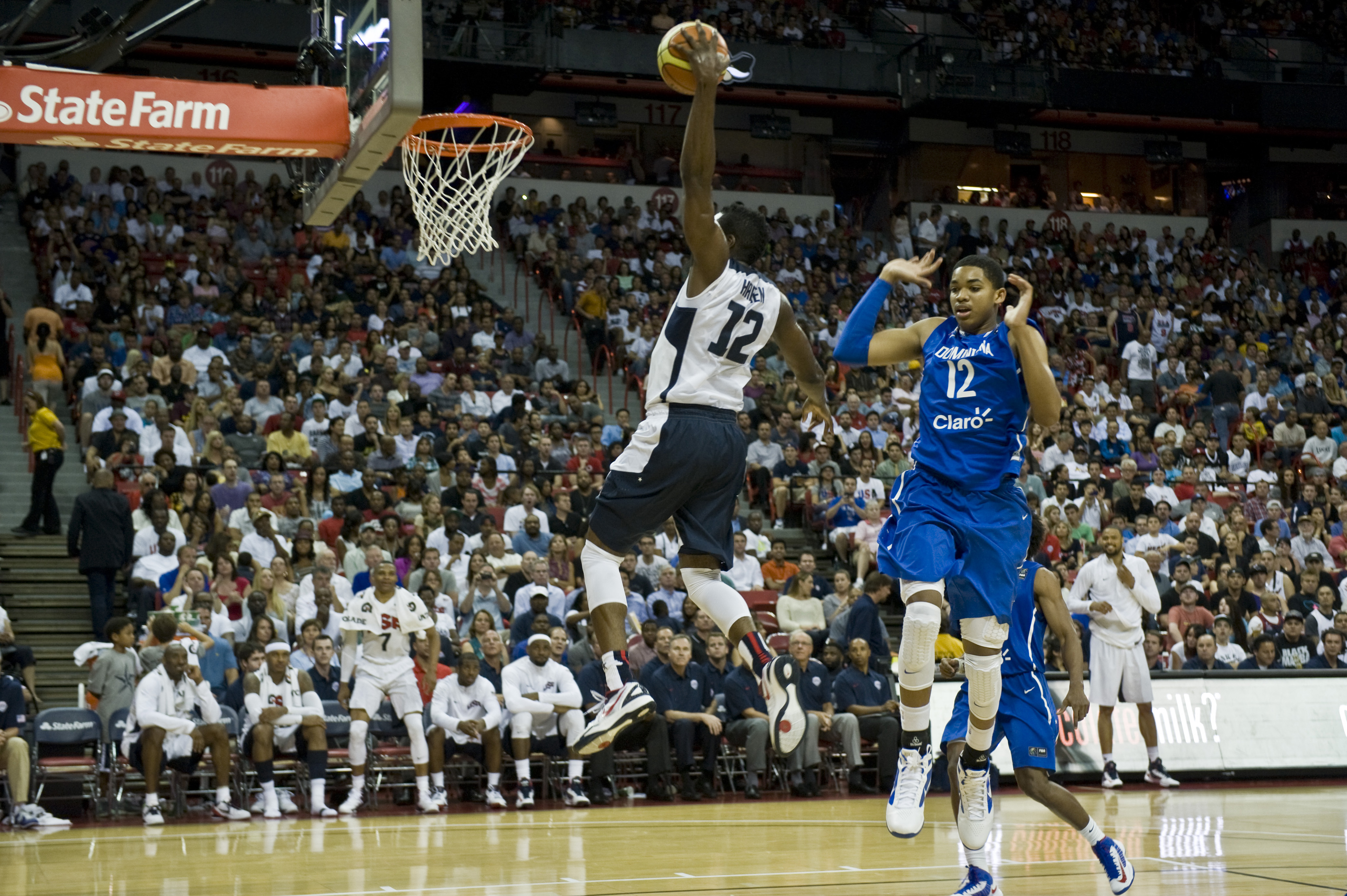
Harden enterrando durante um jogo de exibição da Seleção Americana em 2012

Com 1,96 m de altura e pesando 100 kg, Harden joga principalmente na posição de ala-armador, mas também é capaz de atuar como armador. Ele é o maior cestinha de todos os tempos com a mão esquerda na história da NBA. Com médias de temporada de mais de 25 pontos por jogo desde a temporada 2012–13, Harden é considerado um dos artilheiros mais versáteis e perigosos da NBA. A ESPN o nomeou o quinto melhor arremessador da NBA ao longo de toda a década de 2010. Ele possui uma ampla gama de movimentos ofensivos; dois dos mais proeminentes entre eles sendo o seu "Euro Step" e seu salto para trás ("Step Back"). Desde sua troca para o Houston Rockets na temporada da NBA de 2012–13, ele marcou mais pontos na NBA. Ele é o líder de todos os tempos da NBA em marcas de três pontos sem assistência. Ele também ganhou notoriedade por sua capacidade de explorar as regras da liga a fim de ganhar faltas com mais eficiência e chegar à linha de lance livre, da qual é um atirador profissional com 85,7%. Ele é o líder de todos os tempos em faltas de tiro de três pontos empatadas e liderou a NBA em tentativas de lance livre e faz todos os anos desde a temporada 2014-15. Ele também é o líder de todos os tempos em jogadas de quatro pontos concluídas, passando o Sexto Homem do Ano Jamal Crawford com seu 54. Embora seja principalmente um artilheiro, ele também é conhecido por sua habilidade de passador, orquestrando o ataque dos Rockets com seu elevado número de assistentências. Durante a parte inicial da temporada 2016-17, o técnico do Rockets Mike D'Antoni jogou Harden como armador, o que resultou em uma média de mais de 10 assistências por jogo pela primeira vez em sua carreira. Ele também é o líder da franquia de todos os tempos em assistências para os Rockets. Após a vitória de Houston por 129-112 contra os Kings, James Harden se consolidou oficialmente como o líder da NBA em roubos de bola de 2019-20. Com isso em seu currículo, O Barba se tornou o primeiro jogador na história da liga a liderar a liga em pontos totais, assistências totais e roubos de bola.
Embora tenha sido aclamado por suas proezas no ataque, Harden construiu uma reputação de péssimo defensor. As críticas à sua defesa intensificaram-se no início de 2014, quando um vídeo intitulado "James Harden: Defensive Juggernaut" com onze minutos de clipes de Harden sofrendo gols de campo, foi distribuído na Internet. Durante a entressafra de 2014, ele se comprometeu a melhorar a defesa, que se manifestou já em agosto daquele ano como membro da seleção masculina de basquete dos Estados Unidos. Sua defesa aprimorada foi transportada para a temporada seguinte e foi citada como a principal razão para o sucesso do Rockets na temporada regular. Outro aspecto negativo de seu jogo que às vezes é mencionado por especialistas são seus turnovers. Harden estabeleceu o recorde da NBA de turnovera durante a temporada 2015-16 e quebrou-o novamente na temporada seguinte. Ainda assim, ele foi líder em roubos de bola totais em 2019-2020.

## Carreira na seleção nacional

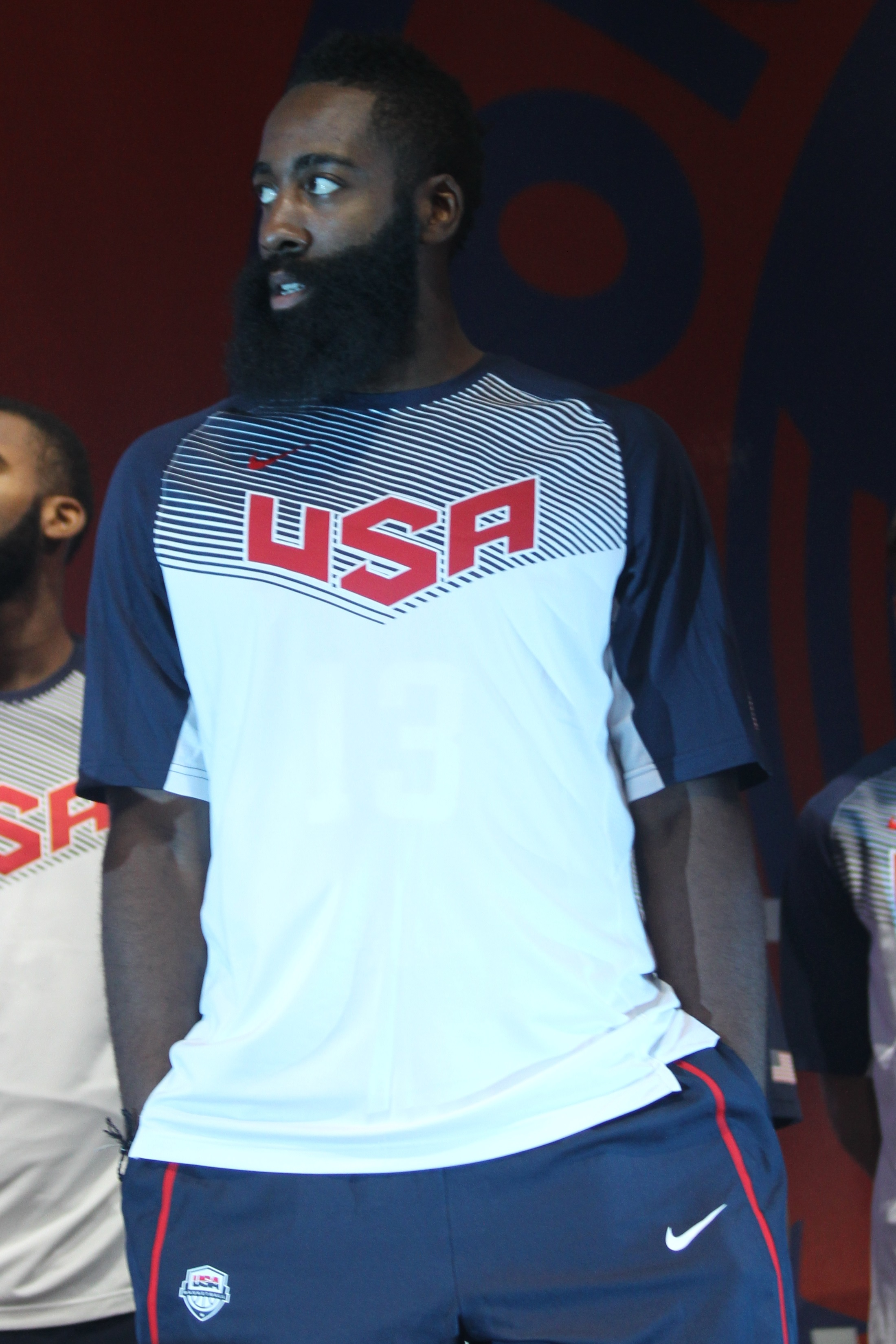
Harden com a Seleção dos Estados Unidos em 2014

Harden foi membro da Seleção dos Estados Unidos que ganhou a medalha de ouro nos Jogos Olímpicos de 2012 e que ganhou o Campeonato Mundial de 2014. O ala-armador foi cotado para participar dos Jogos Olímpicos de 2016, mas optou por se retirar da equipe.

## Vida pessoal
James Harden é o caçula de três filhos. Antes do seu nascimento, depois da sua irmã mais velha, a mãe dele sofreu uma série de abortos.
Cristão, Harden já falou sobre sua fé e declarou: "Eu só quero agradecer a Deus por tudo o que ele fez na minha vida".
O jogador começou a deixar crescer sua barba de marca registrada em 2009, depois de ter afirmado ter preguiça de fazer a barba. Sua barba apareceu em músicas e camisetas, e ganhou um endosso e um doce único com Trolli's, onde uma representação deo seu rosto e barba era mostrada em cada goma.
Em 3 de agosto de 2015, a empresa de roupas desportivas Adidas apresentou um acordo de endosso a Harden no valor de 200 milhões de dólares norte-americanos para os próximos 13 anos. A 18 de julho de 2019, Harden tornou-se sócio de equipes de futebol profissional de Houston; o Houston Dynamo, da MLS, e o Houston Dash, da NWSL. Harden explicou sua decisão dizendo: "Houston é minha casa agora, e vi isso como uma maneira de investir na minha cidade e expandir meus interesses comerciais ao mesmo tempo", bem como "Esta é minha cidade e estou aqui para ficar''.

### Política
No dia 4 de outubro de 2019, o gerente geral do Houston Rockets, Daryl Morey, publicou um tweet que apoiou os protestos em Hong Kong em 2019–2020. O tweet de Morey resultou na suspensão das relações da Associação Chinesa de Basquete com o Houston Rockets. Mais tarde, Harden pediu desculpas à China, dizendo: "Pedimos desculpas. Adoramos a China".

## Estatísticas da carreira
|  | Líder da liga            |
|  | MVP da Temporada Regular |

### NBA

#### Temporada regular
| Ano      | Equipe        | PJ    | PT  | MPJ  | AP   | 3P   | LL   | RT  | AS   | BR  | TO | PPJ  |
| -------- | ------------- | ----- | --- | ---- | ---- | ---- | ---- | --- | ---- | --- | -- | ---- |
| 2009–10  | Thunder       | 76    | 0   | 22.9 | .403 | .375 | .808 | 3.2 | 1.8  | 1.1 | .3 | 9.9  |
| 2010–11  | Thunder       | 82    | 5   | 26.7 | .436 | .349 | .843 | 3.1 | 2.1  | 1.1 | .3 | 12.2 |
| 2011–12  | Thunder       | 62    | 2   | 31.4 | .491 | .390 | .846 | 4.1 | 3.7  | 1.0 | .2 | 16.8 |
| 2012–13  | Houston       | 78    | 78  | 38.3 | .438 | .368 | .851 | 4.9 | 5.8  | 1.8 | .5 | 25.9 |
| 2013–14  | Houston       | 73    | 73  | 38.0 | .456 | .366 | .866 | 4.7 | 6.1  | 1.6 | .4 | 25.4 |
| 2014–15  | Houston       | 81    | 81  | 36.8 | .440 | .375 | .868 | 5.7 | 7.0  | 1.9 | .7 | 27.4 |
| 2015–16  | Houston       | 82    | 82  | 38.1 | .439 | .359 | .860 | 6.1 | 7.5  | 1.7 | .6 | 29.0 |
| 2016–17  | Houston       | 81    | 81  | 36.4 | .440 | .347 | .847 | 8.1 | 11.2 | 1.5 | .5 | 29.1 |
| 2017–18  | Houston       | 72    | 72  | 35.4 | .449 | .367 | .858 | 5.4 | 8.8  | 1.8 | .7 | 30.4 |
| 2018–19  | Houston       | 78    | 78  | 36.8 | .442 | .368 | .879 | 6.6 | 7.5  | 2.0 | .7 | 36.1 |
| 2019–20  | Houston       | 68    | 68  | 36.5 | .444 | .355 | .865 | 6.6 | 7.5  | 1.8 | .9 | 34.3 |
| 2020–21  | Houston       | 8     | 8   | 36.3 | .444 | .347 | .883 | 5.1 | 10.4 | .9  | .8 | 24.8 |
| 2020–21  | Brooklyn      | 36    | 35  | 36.6 | .471 | .366 | .856 | 8.5 | 10.9 | 1.3 | .8 | 24.6 |
| 2021–22  | Brooklyn      | 44    | 44  | 37.0 | .414 | .332 | .869 | 8.0 | 10.2 | 1.3 | .7 | 22.5 |
| 2021–22  | Philadelphia  | 21    | 21  | 37.7 | .402 | .326 | .892 | 7.1 | 10.5 | 1.2 | .2 | 21.0 |
| 2022–23  | Philadelphia  | 58    | 58  | 36.8 | .441 | .385 | .867 | 6.1 | 10.7 | 1.2 | .5 | 21.0 |
| 2023–24  | L.A. Clippers | 72    | 72  | 34.3 | .428 | .381 | .878 | 5.1 | 8.5  | 1.1 | .8 | 16.6 |
| 2024–25  | L.A. Clippers | 79    | 79  | 35.3 | .410 | .352 | .874 | 5.8 | 8.7  | 1.5 | .7 | 22.8 |
| Carreira | Carreira      | 1.151 | 937 | 34.8 | .439 | .363 | .861 | 5.6 | 7.2  | 1.5 | .6 | 24.1 |
| All-Star | All-Star      | 10    | 6   | 24.7 | .453 | .418 | .500 | 4.5 | 5.8  | .7  | .3 | 14.9 |

#### Playoffs
| Ano      | Equipe        | PJ  | PT  | MPJ  | AP   | 3P   | LL   | RT  | AS  | BR  | TO  | PPJ  |
| -------- | ------------- | --- | --- | ---- | ---- | ---- | ---- | --- | --- | --- | --- | ---- |
| 2010     | Thunder       | 6   | 0   | 20.0 | .387 | .375 | .842 | 2.5 | 1.8 | 1.0 | .2  | 7.7  |
| 2011     | Thunder       | 17  | 0   | 31.6 | .475 | .303 | .825 | 5.4 | 3.6 | 1.2 | .8  | 13.0 |
| 2012     | Thunder       | 20  | 0   | 31.5 | .435 | .410 | .857 | 5.1 | 3.4 | 1.6 | .1  | 16.3 |
| 2013     | Houston       | 6   | 6   | 40.5 | .391 | .341 | .803 | 6.7 | 4.5 | 2.0 | 1.0 | 26.3 |
| 2014     | Houston       | 6   | 6   | 43.8 | .376 | .296 | .900 | 4.7 | 5.8 | 2.0 | .2  | 26.8 |
| 2015     | Houston       | 17  | 17  | 37.4 | .439 | .383 | .916 | 5.7 | 7.5 | .6  | .4  | 27.2 |
| 2016     | Houston       | 5   | 5   | 38.6 | .410 | .310 | .844 | 5.2 | 7.6 | 2.4 | .2  | 26.6 |
| 2018     | Houston       | 11  | 11  | 37.0 | .413 | .278 | .878 | 5.5 | 8.5 | 1.9 | .5  | 28.5 |
| 2019     | Houston       | 11  | 11  | 38.5 | .413 | .350 | .837 | 6.9 | 6.6 | 2.2 | .9  | 31.6 |
| 2020     | Houston       | 12  | 12  | 37.3 | .478 | .333 | .845 | 5.6 | 7.7 | 1.5 | .8  | 29.6 |
| 2021     | Brooklyn      | 9   | 9   | 35.8 | .472 | .364 | .903 | 6.3 | 8.6 | 1.7 | .7  | 20.2 |
| 2022     | Philadelphia  | 12  | 12  | 39.9 | .405 | .368 | .893 | 5.7 | 8.6 | .8  | .7  | 18.6 |
| 2023     | Philadelphia  | 11  | 11  | 38.8 | .393 | .378 | .873 | 6.2 | 8.3 | 1.8 | .4  | 20.3 |
| 2024     | L.A. Clippers | 6   | 6   | 40.3 | .449 | .383 | .906 | 4.5 | 8.0 | 1.0 | 1.0 | 21.2 |
| Carreira | Carreira      | 149 | 106 | 36.5 | .424 | .348 | .865 | 5.4 | 6.4 | 1.5 | .5  | 22.4 |

### Universitário
| Ano      | Equipe        | PJ | PT | MPJ  | AP   | 3P   | LL   | RT  | AS  | BR  | TO | PPJ  |
| -------- | ------------- | -- | -- | ---- | ---- | ---- | ---- | --- | --- | --- | -- | ---- |
| 2007–08  | Arizona State | 34 | 33 | 34.1 | .527 | .407 | .754 | 5.3 | 3.2 | 2.1 | .6 | 17.8 |
| 2008–09  | Arizona State | 35 | 35 | 35.8 | .489 | .356 | .756 | 5.6 | 4.2 | 1.7 | .3 | 20.1 |
| Carreira | Carreira      | 69 | 68 | 34.9 | .508 | .381 | .755 | 5.4 | 3.7 | 1.9 | .4 | 18.9 |

## Prêmios e homenagens
- - NBA Most Valuable Player (MVP): 2018;

- - 3x NBA Scoring Champion: 2018, 2019, 2020;

- - 2x NBA Assists Leader: 2017; 2023;

- - NBA Sixth Man of the Year: 2012;
  - 11x NBA All-Star: 2013, 2014, 2015, 2016, 2017, 2018, 2019, 2020, 2021, 2022, 2025;
  - 8x All-NBA Team:
    - primeiro time: 2014, 2015, 2017, 2018, 2019, 2020;
    - terceiro time: 2013, 2025;[203]

  - NBA All-Rookie Team:
    - segundo Time: 2010;

  - 3x líder em bolas de 3 pontos convertidas na temporada: 2018, 2019, 2020;
  - 2x líder em minutos jogados na temporada: 2015, 2016;
  - Um dos 75 maiores jogadores da história da NBA
- Seleção dos Estados Unidos:
  - Jogos Olímpicos:
    -  Medalha de Ouro: 2012

  - FIBA World Championship:
    -  medalha de ouro: 2014

Recordes na NBA
- - Jogador mais jovem a atingir 1.000 cestas de três pontos na carreira
  - Único jogador na história da NBA a registrar triplo-duplo de 60 pontos (60 pontos, 11 assistências e 10 rebotes)
  - Único jogador na história da NBA a marcar pelo menos 30 pontos contra todas as outras equipes da NBA em uma única temporada
  - Único jogador a marcar mais de 35 pontos por 15 vezes (2017–18)
  - Único jogador na história da NBA a registrar pelo menos 50 pontos, 15 rebotes e 15 assistências em um jogo
  - Único jogador na história da NBA a registrar pelo menos 10 cestas de três pontos e 9 assistências em um jogo
  - Único jogador na história da NBA a registrar um triplo-duplo de 30 pontos em seu primeiro jogo por uma franquia
  - Um dos dois jogadores na história da NBA conhecidos por terem sido responsáveis por 90 ou mais pontos, incluindo pontos e assistências, em um jogo, e o único a ter realizado esse feito mais de uma vez
    - O outro foi Wilt Chamberlain, cujo único feito conhecido dessa natureza foi seu jogo de 100 pontos em 1962

  - Um dos dois jogadores na história da NBA a registrar pelo menos 50 pontos, 10 rebotes e 10 assistências em um jogo duas vezes em uma temporada (o outro foi Russell Westbrook)
  - Único jogador na história da NBA a registrar pelo menos 2.000 pontos, 900 assistências e 600 rebotes em uma única temporada

### Recordes em jogos
Recordes em jogos de temporada regular e playoffs de James Harden
| Tipo de estatística           | Temporada Regular | Temporada Regular                               | Temporada Regular                                                    | Playoffs    | Playoffs                                 | Playoffs                                                       |
| Tipo de estatística           | Recorde           | Adversário                                      | Data                                                                 | Recorde     | Adversário                               | Data                                                           |
| ----------------------------- | ----------------- | ----------------------------------------------- | -------------------------------------------------------------------- | ----------- | ---------------------------------------- | -------------------------------------------------------------- |
| Pontos em um jogo             | 61                | New York Knicks                                 | 23 de janeiro de 2019                                                | 45          | Golden State Warriors Boston Celtics     | 25 de maio de 2015 1 de maio de 2023                           |
| Cestas convertidas em um jogo | 20                | Cleveland Cavaliers                             | 11 de dezembro de 2019                                               | 17          | Boston Celtics                           | 1 de maio de 2023                                              |
| Cestas tentadas em um jogo    | 41                | Minnesota Timberwolves                          | 16 de novembro de 2019                                               | 35          | Portland Trail Blazers                   | 25 de abril de 2014                                            |
| Lances livres convertidos     | 24                | San Antonio Spurs                               | 3 de dezembro de 2019                                                | 18          | Oklahoma City Thunder                    | 19 de abril de 2017                                            |
| Lances livres tentados        | 27                | Memphis Grizzlies                               | 31 de dezembro de 2018                                               | 20          | Oklahoma City Thunder Los Angeles Lakers | 24 de abril de 2013 19 de abril de 2017 10 de setembro de 2020 |
| Cestas de três convertidas    | 10                | Golden State Warriors Cleveland Cavaliers       | 3 de janeiro de 2019 11 de dezembro de 2019                          | 7           | 5 vezes                                  |                                                                |
| Cestas de três tentadas       | 23                | Golden State Warriors                           | 3 de janeiro de 2019                                                 | 17          | Golden State Warriors                    | 6 de maio de 2019                                              |
| Rebotes ofensivos             | 6                 | New York Knicks                                 | 23 de janeiro de 2019                                                | 4           | Los Angeles Lakers                       | 12 de setembro de 2020                                         |
| Rebotes defensivos            | 16                | Indiana Pacers                                  | 12 de agosto de 2020                                                 | 11          | Utah Jazz                                | 17 de abril de 2019                                            |
| Rebotes totais                | 17                | Indiana Pacers                                  | 12 de agosto de 2020                                                 | 13          | Utah Jazz                                | 17 de abril de 2019                                            |
| Assistências                  | 21                | Los Angeles Clippers                            | 23 de dezembro de 2022                                               | 18          | Boston Celtics                           | 30 de maio de 2021                                             |
| Roubos                        | 8                 | Utah Jazz                                       | 23 de março de 2016                                                  | 7           | Golden State Warriors                    | 24 de abril de 2016                                            |
| Tocos                         | 4                 | Indiana Pacers Minnesota Timberwolves Utah Jazz | 18 de janeiro de 2013 23 de fevereiro de 2015 2 de fevereiro de 2019 | 4           | Utah Jazz                                | 24 de abril de 2019                                            |
| Minutos jogados               | 48:31 (2OT)       | San Antonio Spurs                               | 3 de dezembro de 2019                                                | 53:00 (1OT) | Milwaukee Bucks                          | 19 de junho de 2021                                            |